# Parco delle Cascine
Il Parco delle Cascine, detto anche più comunemente Le Cascine, è il più grande parco pubblico di Firenze (160 ettari); ha la forma di una striscia pianeggiante di terreno lunga quasi 3,5 chilometri e larga non più di 640 metri, che costeggia la riva destra dell'Arno, dal centro storico, fino alla confluenza del fiume con il torrente Mugnone.

## Storia

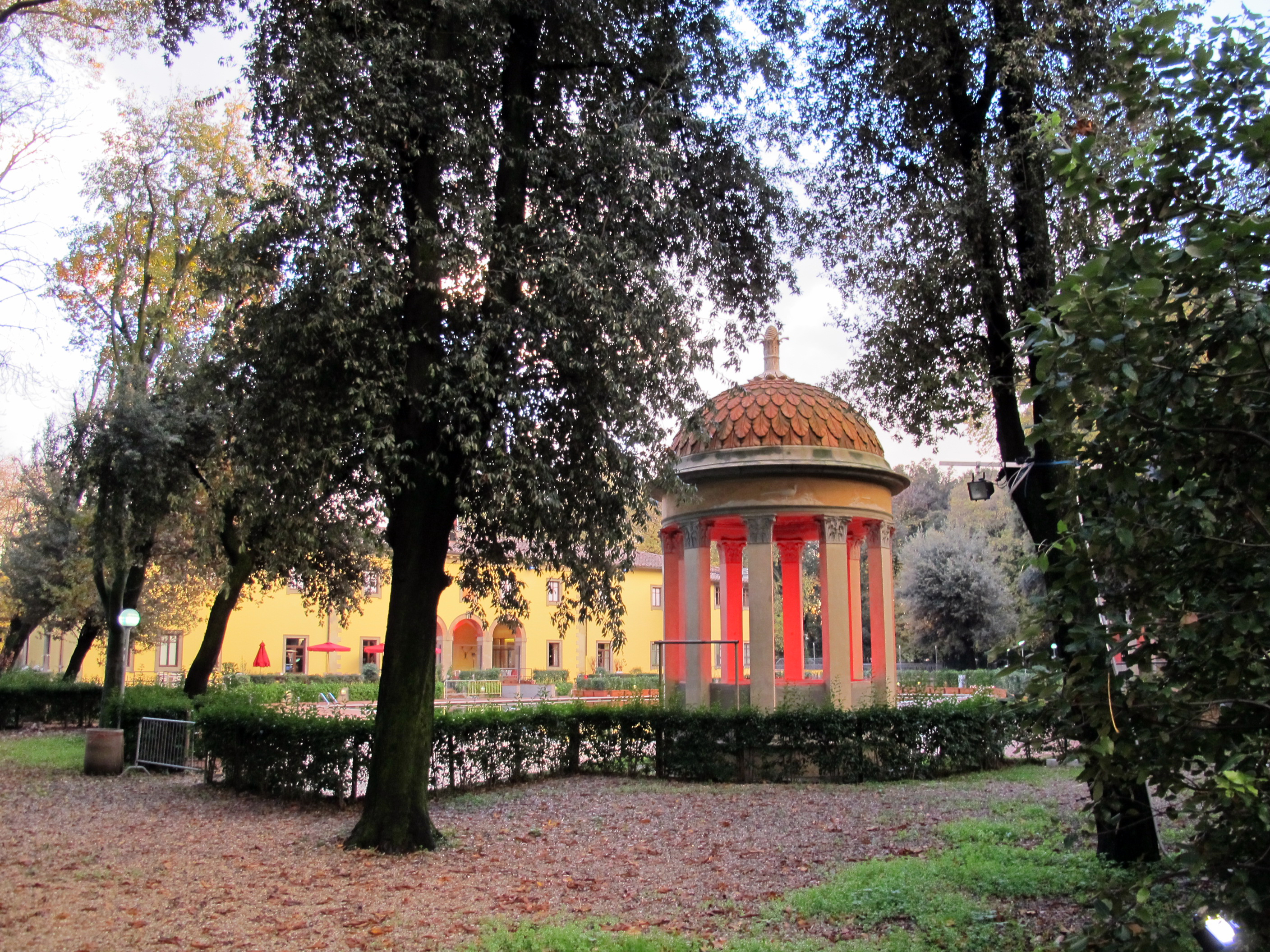
Una delle "pavoniere"

Il parco ha inizio dall'attuale  Piazza Vittorio Veneto per arrivare fino sotto al ponte all'Indiano delimitato naturalmente dal fiume Arno dal torrente Mugnone e dal canale Fosso Macinante.
La costruzione del parco delle Cascine ebbe inizio nel 1563 come tenuta agricola di proprietà di Cosimo I de' Medici. In pratica era una tenuta di caccia e un'azienda agricola dedita all'allevamento di bovini ed alla produzione di formaggio per la famiglia dei Medici. Da qui appunto il nome di Cascine, derivante dall'antico "cascio" ("cacio"), inteso come luogo in cui si tengono e dove si mungono le vacche per ricavarne burro e formaggio.
Fin dall'inizio il parco fu oggetto di particolari cure nella manutenzione del terreno e nei tipi di piantagioni e di colture e vennero anche inserite al suo interno rare specie di piante da frutto che rientravano negli interessi dei Medici per le sperimentazioni.
Con il passaggio del Granducato di Toscana dai Medici alla famiglia Lorena, il parco assunse sempre più la funzione attuale di luogo di svago che veniva anche aperto al pubblico in occasione di particolari ricorrenze.
Alla fine del Settecento per opera di Giuseppe Manetti, il parco venne arricchito di importanti costruzioni come la Palazzina Reale, attuale sede della Facoltà di Agraria dell'Università degli Studi di Firenze, l'abbeveratoio del Quercione, detto Fontana delle boccacce, la piramide con funzione di deposito del ghiaccio. Nella parte ovest del Parco c'è un anfiteatro mentre sul lato più a est, verso la piazza Vittorio Veneto, si trovano anche gli impianti nautici delle Pavoniere. Le due pavoniere appunto, dette in origine fagianiere, sono due costruzioni a forma di tempietti neoclassici, che costituivano in origine due gabbie per uccelli ad arredo del parco. Fra le numerose fontane la più famosa è quella del Narciso. Come si legge anche nell'iscrizione appostavi, il poeta inglese Percy Bysshe Shelley si ispirò qui per scrivere l'Ode al vento dell'Ovest. Nella zona delle Mulina inoltre si riuniva la Compagnia di Sant'Antonio dei Mugnai.
Giuseppe Manetti ebbe anche il compito di organizzare feste e ricevimenti all'interno del parco e di assoluto rilievo furono i festeggiamenti per l'insediamento di Ferdinando III, che si celebrarono dal 2 al 5 luglio 1791.
Il Granduca Pietro Leopoldo vi fece costruire una tenuta agricola modello con al centro la Palazzina Reale, oggi sede della Facoltà di Agraria.
Il parco, divenuto pubblico agli inizi dell'Ottocento con Elisa Baciocchi, che fece apportare notevoli interventi di manutenzione da Giuseppe Cacialli, fu acquisito dal comune di Firenze nel 1869, che ne affidò il restauro all'architetto Felice Francolini.
Le società sportive che un tempo disputavano le proprie gare nel prato del Quercione presso il parco delle cascine erano: Florence Football Club, Itala Foot Ball Club, Juventus Foot-Ball Club, Firenze FBC, Club Sportivo Firenze e la PGF Libertas.
Nel 1917 il comune di Firenze decise di vietare a tutti i club fiorentini di giocare a calcio nell'area verde presente sulla destra dell'Arno. Le prime date storiche delle partite riconducibili al gioco del calcio al Quercione e al club velocipedistico sono: nel 1898 28 aprile 22 maggio e 9 maggio.
Tra le ultime opere collocate alle Cascine va menzionato il monumento all'Indiano (da cui il nome del ponte attiguo) che fu realizzato dallo scultore inglese Carlo Francesco Fuller in onore di Rajaram Chuttraputti, giovane principe indiano in visita a Firenze, dove morì per un improvviso malore nel 1865.
Nel corso dei secoli caccia, agricoltura, zootecnia, ritrovo di mondanità, feste popolari, manifestazioni e ricorrenze, come la conosciutissima Festa del grillo, nel giorno dell'Ascensione dove i grilli venivano presi nei prati e venduti in piccole gabbie colorate, hanno tutte interessato il parco delle Cascine, senza interruzione.

## Descrizione

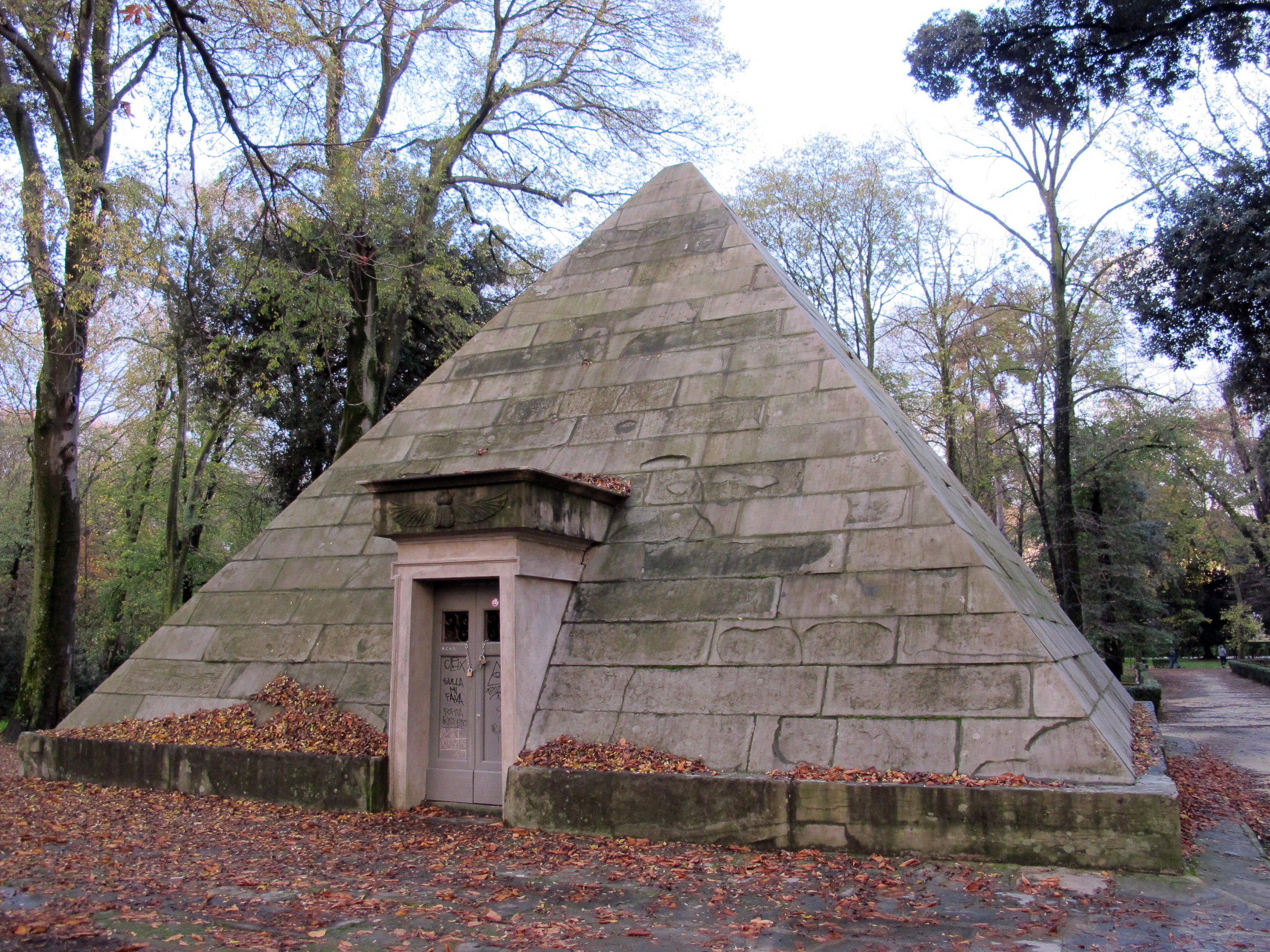
La piramide delle Cascine

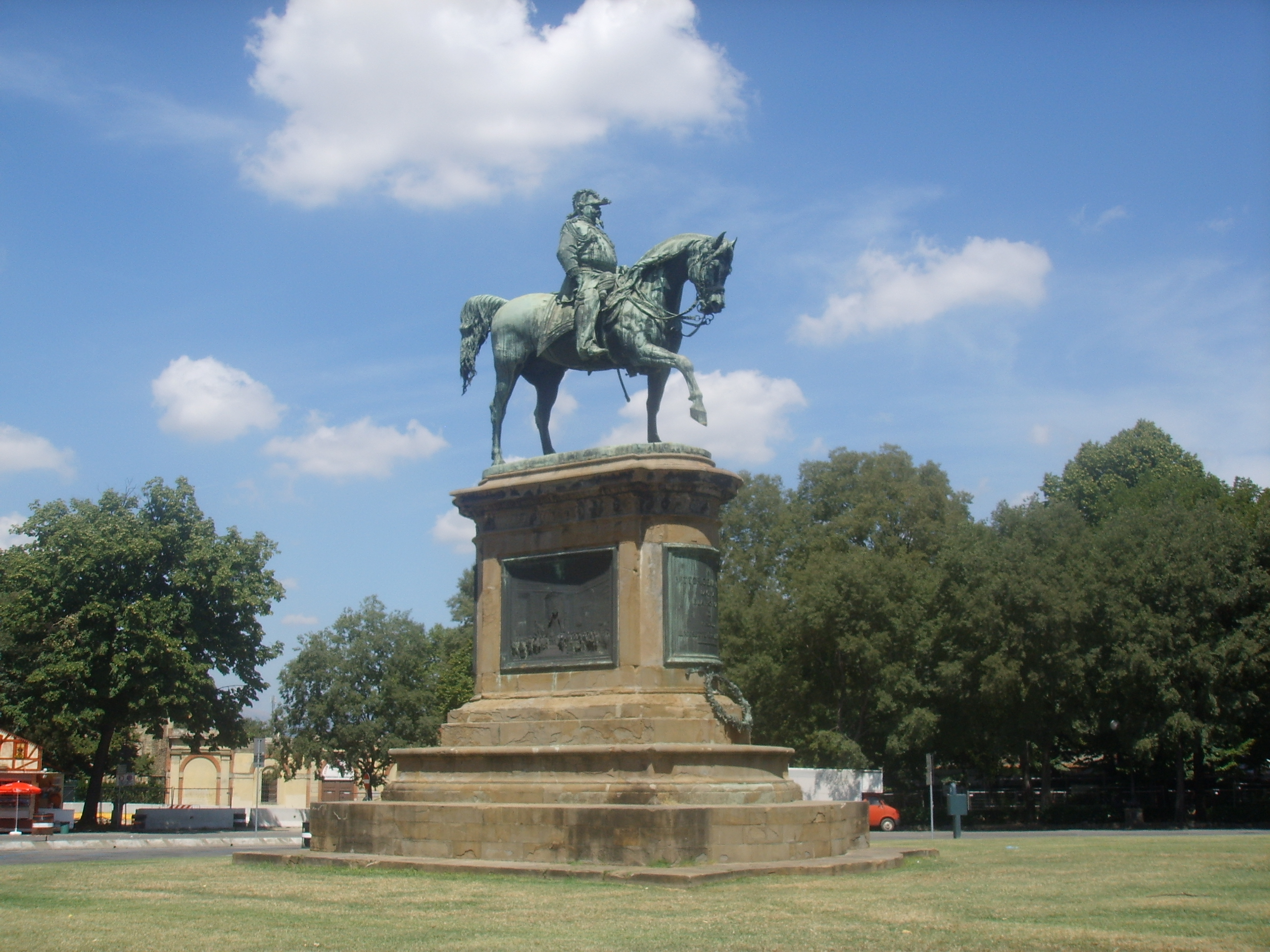
Il monumento a Vittorio Emanuele II, un tempo al centro di Piazza della Repubblica

Alcuni prati di vasta estensione si aprono all'interno del parco, talvolta delimitati da superfici boscose: il prato di via della Cascine, il prato della Tinaia, il prato del Quercione, il prato delle Cornacchie, il colmo dell'argine dell'Arno; altri tappeti erbosi sono dislocati nei giardini e nelle piazze. Il bosco occupa più di 35 ettari ed è costituito da circa 19.000 alberi; esso deriva dall'originaria, antichissima, foresta planiziaria, quella cioè che trovava nei fertili terreni alluvionali dei fiumi l'ambiente ideale per crescere.
La presenza secolare dell'uomo ne ha però modificato la composizione, riducendone il rinnovamento naturale. Farnie secolari, olmi, aceri campestri e ornielli lentamente continuano a cedere spazio, sia alla vegetazione spontanea, rappresentata dall'acacia, dall'ailanto, dal sambuco, dall'edera, sia dalle piante largamente diffuse nell'area urbana, quali pini domestici e bagolari. Volendo spiegare il fenomeno con parole semplici, si può dire che il bosco è troppo vecchio per potersi rinnovare da solo, e che non può essere ricostruito senza un oculato e competente contributo da parte dell'uomo. L'assortimento di specie è più vario nella parte ovest del parco.
Nella parte est, compresa fra il piazzale Vittorio Veneto e il piazzale delle Cascine, soggetta storicamente ad una maggiore presenza di visitatori, sono diffuse in prevalenza due specie: il tiglio ed il leccio; quest'ultimo contribuisce a ridurre la diffusione e la crescita delle piante arbustive del sottobosco, a causa dell'effetto ombreggiante esercitato durante tutto l'anno.
Un arboreto di grande interesse botanico è conservato all'interno della Scuola di Guerra Aerea e altre piante, ornamentali e da frutto, sono coltivate nei terreni dell'Istituto Tecnico Agrario.
Il vigore e la mole degli alberi più grandi, taluni secolari, rivela la presenza di un suolo fertile, profondo e dotato di una buona riserva idrica, costituita da acqua di falda in comunicazione con l'alveo dell'Arno. Le lunghissime siepi che arredano il parco (il loro sviluppo complessivo supera i 30 chilometri), sono quasi tutte costituite da specie capaci di resistere alla siccità e talvolta anche alle posizioni ombreggiate (lentaggine, leccio allevato a cespuglio, alloro, ligustro, spirea, ecc.).
La centralità del parco è rappresentata dal complesso architettonico del piazzale delle Cascine e dell'adiacente piazzale Kennedy, dominati dalla palazzina granducale sul lato nord, e da altissimi pini e platani lungo il perimetro; lo arredano aiuole verdi e fiorite e lo specchio d'acqua di una vasca circolare.

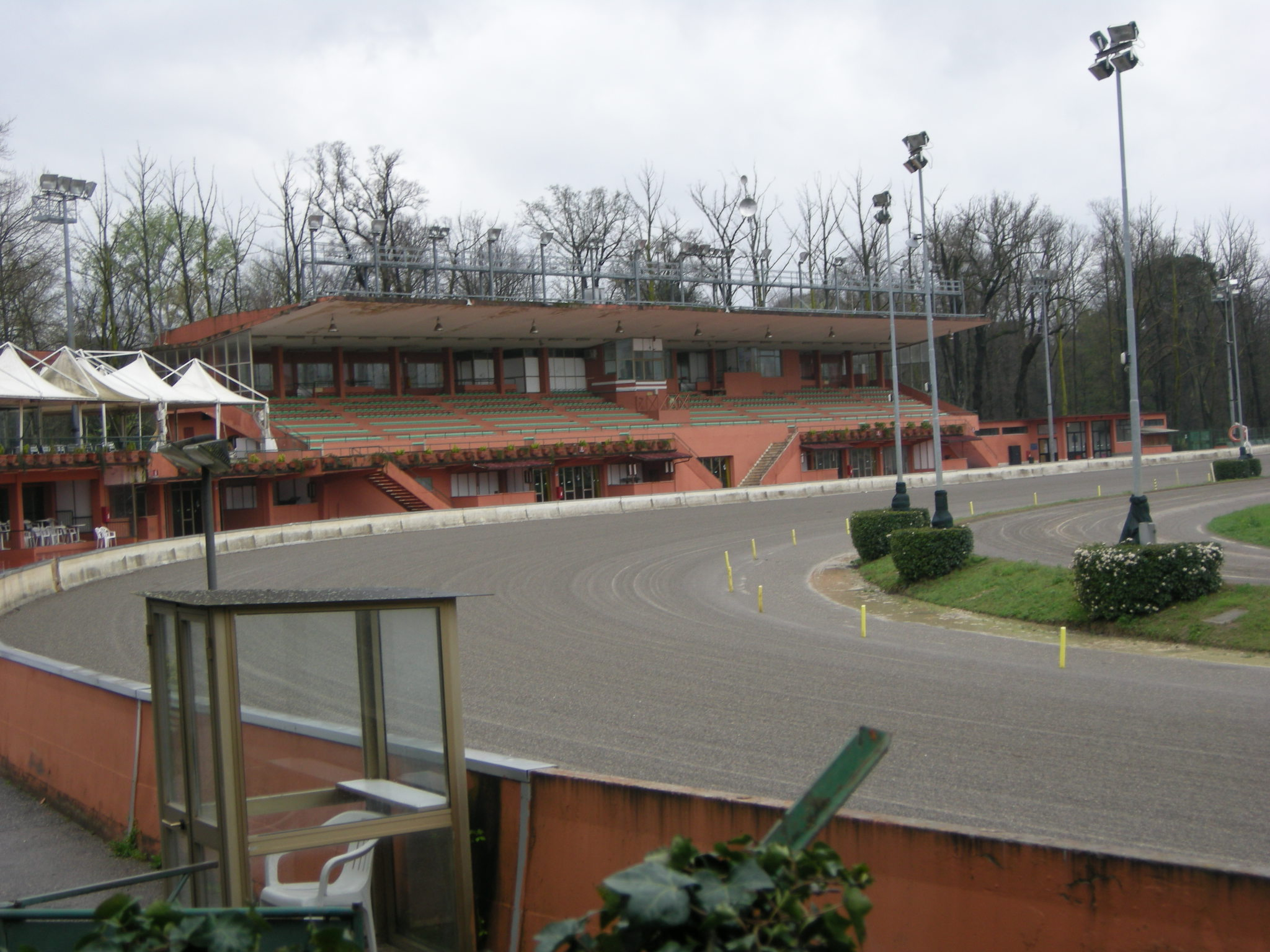
L'Ippodromo delle Mulina nel Parco delle Cascine

La piazza Vittorio Veneto, dove si trova la grandiosa statua in bronzo del Re Vittorio Emanuele II a cavallo, un tempo al centro di Piazza della Repubblica, assume la funzione storica di porta d'accesso al parco. Un impatto suggestivo, per chi imbocca il viale degli Olmi, o si addentra all'interno, è dato dalla vegetazione arborea, altissima, che con le fronde arriva a coprire le strade.
Esemplari arborei di grande effetto possono essere ammirati nel piazzale Vittorio Veneto (cedri dell'Atlante), nel piazzale delle Cascine (pini domestici, platani ed un Ginkgo biloba che origina lo spettacolare effetto coloristico autunnale), sul margine del prato del Quercione (platani, lecci e ginkgo), sull'argine dell'Arno (pioppi bianchi) e nel giardino della Catena (ippocastani e cedri).
Il variare e l'accostamento dei diversi toni di verde delle foglie di arbusti e di alberi, sempreverdi e non, richiama la composizione cromatica del giardino all'italiana (infatti il parco fu realizzato in epoca quando la moda preferiva il giardino all'inglese); la penombra del sottobosco crea vivaci giochi con la luce degli spazi aperti dei prati; le fronde degli alberi incorniciano, a tratti, scorci e vedute lontane, nel verde.
Oltre agli arredi monumentali, dei quali si tratta nel paragrafo dedicato alla storia, si trovano nel parco attualmente campi per il tennis, per il calcio, un velodromo, il tiro a segno, il tiro con l'arco, due ippodromi, una piscina pubblica, la Scuola di Guerra Aerea, la Facoltà di Agraria, l'Istituto Tecnico Agrario, un centro visite, reparti a cavallo della Polizia di Stato, dei Carabinieri e della Polizia Municipale, e vari uffici e impianti pubblici, tra cui la sede della P. O. Alberature.
Dal 2005 il parco ospita anche la Scuola Militare Aeronautica Giulio Douhet.
Dal 2010 all'interno del parco transita anche la linea tranviaria T1 Firenze-Scandicci, che l'attraversa passando in viale degli Olmi, e che con la fermata omonima di "Cascine", situata nei pressi dell'ippodromo, lo collega direttamente, in pochi minuti, ai monumenti della città come la Basilica di Santa Maria Novella. Ciò ha segnato un ritorno dei binari all'interno del parco. Nel periodo 1880-1897 le Cascine erano collegate con il centro della città da una linea della rete tranviaria di Firenze il cui tracciato è stato ripreso, in alcuni punti, dalla moderna tranvia per Scandicci.

## Stato attuale del parco
Fin dagli anni cinquanta del XX secolo vige un divieto assoluto di costruire nuovi edifici nel parco.
Il parco ospita il Mercato delle Cascine che avviene ogni martedì dalla mattina al pomeriggio proprio di fronte alla facoltà di agraria.
Ogni anno durante le stagioni estive il parco viene usato come richiamo di eventi sia culturali che mondani, infatti è solito ospitare concerti e musica dal vivo.
Sempre più spesso il parco viene usato anche come sede di fiere paesane e feste dell'Unità, che si alternano con i giochi e le giostre che vengono montate sul piazzale delle cascine.
Il parco viene vissuto come un ambiente cittadino adibito a pedoni e ciclisti tranne che per i viali adibiti alle macchine ed il tracciato della Tranvia. Alcune zone delle Cascine sono state note anche per essere luogo di prostituzione e degrado (spaccio di droga, furti ecc.).

## Interventi di valorizzazione

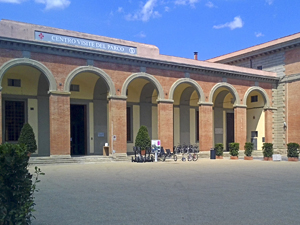
Il centro visite del Parco delle Cascine, nei locali delle antiche scuderie.

Il 10 luglio 2013 viene inaugurato in Piazzale delle Cascine, nei locali delle scuderie, un centro visite "di orientamento e attrazione del pubblico per il Parco delle Cascine", focalizzato sulla promozione e sulla valorizzazione degli aspetti culturali, sportivi e naturalistici legati al Parco. Nel quadro di un progetto di valorizzazione di ampio spettro, numerosi altri interventi strutturali sono previsti per migliorare le condizioni di fruibilità dell'area.

## Il velodromo
Il 29 luglio 2003 è stato inaugurato il ristrutturato velodromo delle Cascine, intitolato a Enzo Sacchi. L'impianto, costruito nel 1870, ha subito interventi nel 1894, nel 1922, fino al restauro funzionale del 1947. La struttura è costituita da una pista per il ciclismo di 333,33 metri di lunghezza, da un campo di calcio di m 96×48 e da tre campi da tennis. I servizi, una palestra e gli spogliatoi sono ricavati sotto la tribuna in muratura e sono stati oggetto di interventi di ristrutturazione nel 1994.
L'intervento di restauro è consistito nel risanamento della pista di ciclismo, nel rifacimento del terreno del campo di calcio, con un nuovo impianto di drenaggio, nell'impermeabilizzazione della tribuna, nell'installazione di un nuovo impianto di illuminazione, nel risanamento del tunnel di accesso al campo.
L'impianto è gestito dal Club Sportivo Firenze.

## Ciclismo
Al Parco delle Cascine si è conclusa la 13ª tappa del Giro d'Italia 2009 Lido di Camaiore-Firenze.
I Mondiali di Ciclismo del 2013 si sono svolti in parte all'interno del Parco.